# Любомльський краєзнавчий музей
Любомльський краєзнавчий музей — краєзнавчий музей у райцентрі на Волині в місті Любомль, важливе й цікаве зібрання матеріалів, предметів і матеріалів з історії, культури та персоналій Любомльського краю.

## З історії музею
Новим етапом в розвитку історико-краєзнавчих досліджень на Любомльщині став кінець 60-их – початок 70-их рр. ХХ ст. Великий поштовх в цьому плані дала підготовка видання «Історія міст і сіл УРСР. Волинська обл.». До написання нарисів з минувшини населених пунктів краю залучали працівників влади, освіти, культури, краєзнавців, яким були розроблені рекомендації, як писати історію села, міста тощо.
Почали вивчатись архіви, записувались легенди, збиралися статистичні дані. В процесі роботи над книгою, яка тривала майже десять років, у школах, окремих краєзнавців, крім текстового накопичувався і речовий матеріал. Зокрема, у школах почали створювати історичні куточки, за якими, однак, не вівся належний нагляд, і тому багато із зібраного з часом почало руйнуватись, або і взагалі зникати.
Вихід із даної ситуації уже вкотре запропонував місцевий краєзнавець, член районного Товариства з охорони пам’яток історії та культури, вчитель історії Д. О. Остапюк. На його переконання, що в районі повинен функціонувати музей, влада врешті відповіла згодою. На той час у дослідника була вже своя приватна колекція по археології, нумізматиці, письмових документах. Однак, одразу ж постала проблема відсутності необхідного приміщення під заклад і неможливості введення в штат посади музейного працівника. Через це, займаючись організацією музею, Д.О.Остапюк зараховувався періодично на різні посади в піонерклубі, сільських будинках культури, планетарії.
У кінці 60-их рр. ХХ ст. в центрі міста було побудовано триповерхове приміщення, і третій поверх вдалося виклопотати під краєзнавчий музей. На той час, це було непогане приміщення, хоча й не було пристосоване і не мало кімнат для фондів. З 1971 року розпочалось пристосування приміщення під музей. Д. О. Остапюк сам розробив ескізи вітрин, а науковці Волинського краєзнавчого музею Л.Туліна, О.Нагорна, допомагали порадами, де і як розмістити відділи і по експонуванню матеріалів. Постійно проводились експедиції по населених пунктах району в пошуках експонатів. Д. О. Остапюк налагодив зв’язки з Холмським музеєм (Польща), неодноразово їздив до туди вивчати досвід, знайомився з оформленням експозицій.
Перед відкриттям музею, його засновник Д. О. Остапюк, змушений був розрахуватись через спірні питання з владою в процесі оформлення експозицій. Офіційне відкриття музею відбулося 28 травня 1973 року. На той час у закладі діяли відділи: природи, археології, середньовіччя і етнографії, Великої Вітчизняної війни, післявоєнного періоду, інтернаціональної дружби. Зазначимо, що штатних працівників у музей так і не дали, що по суті і відбилось на його науково-дослідній роботі в подальшому. Функції завідувачів музею виконували секретарі товариства з охорони пам’яток історії та культури Є. А. Дибалюк, І. І. Шавловська, В.Д.Савчук. Регулярно проводились екскурсії, музей поповнювався експонатами. В 1976 році Міністерство культури за зразкову роботу присвоїло Любомльському краєзнавчому музею звання народного.
Незважаючи на значні археологічні відкриття та історичні дослідження на території Любомльщини в 70-80-ті рр. ХХ ст. музей перебував в стані занепаду.В цей час за ним ніхто не доглядав. Лише періодично проводились екскурсії працівниками бібліотеки, відділу культури тощо. За цей час пропала частина найцінніших експонатів: нумізматична колекція, підбірка люльок, зброя та ін. Зібраний до того часу етнографічний матеріал був повністю понищений міллю.
Лише з 1987 року з ініціативи завідувача Любомльського райвідділу культури В.І.Климовича та за участі О. Остапюка, в музеї розпочато нове переоформлення експозиції. Допомагали в цьому працівники Волинського краєзнавчого музею (О. Ошуркевич, О. Вернидубов), співробітники Волинського художньо-оформлювального комбінату, місцеві художники-оформлювачі.
19 липня 1989 року відбулось урочисте відкриття новооформленого музею. Щоправда, заклад і далі працював на добровільних засадах до 1991 року, коли була введена посада завідувача музею. В 1991-1993 рр. музей очолювала Тетяна Зінчук.
У 1993 році директором музею призначено Олександра Остапюка – на той час відомого в межах району науковця та колекціонера, сина засновника музею Дмитра Остапюка. Згідно розпорядження Представника Президента України по Любомльському району від 19 серпня 1993 року № 368 Любомльський краєзнавчий музей одержав статус державного.
З 2018 року музей очолює Фініковський Юрій.
За період діяльності працівники краєзнавчого музей виступали організаторами археологічних досліджень, етнографічних експедицій та обстеження культових споруд на теренах м. Любомль, Любомльського та Шацького районів тощо. Любомльський краєзнавчий музей в 2001, 2007 та 2017 рр. виступив ініціатором проведення на базі музею двох Всеукраїнських та Міжнародної наукових конференцій. Працівники музею – постійні учасники Міжнародних, Всеукраїнських та регіональних конференцій, мають у своєму доробку більше сотні наукових публікацій, монографії, брошури, путівники з історії Любомльського краю.
Протягом року музей відвідує до 5-7 тисяч осіб, серед них, зокрема, й іноземні делегації із США, Ізраїлю, Канади, Аргентини, Німеччини, Великої Британії, Польщі, Білорусі та інших держав.
Сьогодні в музеї налічується більше 30 тисяч експонатів основного фонду та понад 5 тисяч – науково-допоміжного. Тут, зокрема, зосереджені значні археологічні та етнографічні збірки, колекції предметів нумізматики, фалеристики, філателії, філокартії, іконопису, образотворчого мистецтва, стародруки, документальні джерела XVIII-XX ст., фотоархіви ХХ ст., предмети побуту тощо.

В музеї створені особові фонди відомих уродженців краю: генералів О.Скіпальського, В. Бородчука, А. Яворського, митрополита Варфоломія, науковців С.Любомльчика, М.Бохона, Н.Букатевича, Д.Остапюка, А.Данилюка, І. Ольховського, Л.Брюховецької, артистів та акторів: Н.Ужвій, С.Пікульського, П. Савоша, М.Гнатюка, письменників і поетів Л.Черкашиної, Р.Братуня, В.Гея, В. Лиса, Н.Горик, дисидентів Д.Шумука, М.Коца, художників М.Букатевича, В. Михальської, фотохудожника Миколи Троха (Трохимчука), фотографа Миколи Зіньчука, мистецтвознавця Валерія Сахарука та ін.